# José Canga-Argüelles y Villalba
José María de Canga-Argüelles y Villalba, II conde de Canga-Argüelles (Granada, 1828 - Madrid, 1898) fue un abogado, periodista y político español.

## Biografía
Nació en el seno de una familia acaudalada de origen asturiano. Era hijo de Felipe de Canga-Argüelles, gobernador civil de Granada, y de su esposa Josefa Villalba; y nieto de José de Canga-Argüelles y Cifuentes, oficial de la guerra de la Independencia Española, diputado en las Cortes de Cádiz y ministro de Hacienda. En 1847 se licenció de abogado y ejerció la abogacía durante ocho años.
Fundó, junto con su padre, el diario La Regeneración (1855-1873), del que sería director y en el que defendería la unidad católica de España y, en un principio, la monarquía de Isabel II. El periódico se proponía ser «católico antes que político; político en tanto que la política conduzca al triunfo práctico del catolicismo».
Elegido diputado en 1853, sostendría en las Cortes las ideas católico-monárquicas y la necesidad de una fusión dinástica entre la rama isabelina y la carlista. Durante el bienio progresista defendió al obispo de Osma, y este, en agradecimiento, lo recomendó posteriormente como candidato en las elecciones de 1857, en las que resultó nuevamente elegido diputado, por el distrito de El Burgo de Osma. En aquel tiempo dirigió a los electores un manifiesto en el que pedía el voto para defender la religión y el trono bajo el lema de «caridad y autoridad».
Según la necrología que le dedicaría el diario La Unión Católica, el conde de Canga-Argüelles perteneció en esta época a la agrupación política que dirigían el marqués de Pidal y Claudio Moyano.
En 1865 escribió desde Roces (Asturias) una carta a Isabel II en la que pedía a la reina que no reconociese al rey de Italia Víctor Manuel, ya que eso suponía «negar a Pío IX, vicario de Jesucristo en la tierra» y conllevaría la caída de la propia monarquía isabelina y la pérdida de la unidad religiosa en España.
Tras la revolución de 1868, se adhirió al carlismo y en 1870 la Junta provincial católico-monárquica de León proclamó su candidatura por la circunscripción de Astorga para oponerse a «la Revolución, el desequilibrio y la anarquía» y defender los derechos al trono de Carlos VII. Fue elegido nuevamente diputado en 1871 por Albocácer (Castellón), sin apoyo de la coalición que los carlistas habían formado en algunas circunscripciones con los republicanos. Obtuvo 4.823 votos, dejando a su rival con solo 1.007.

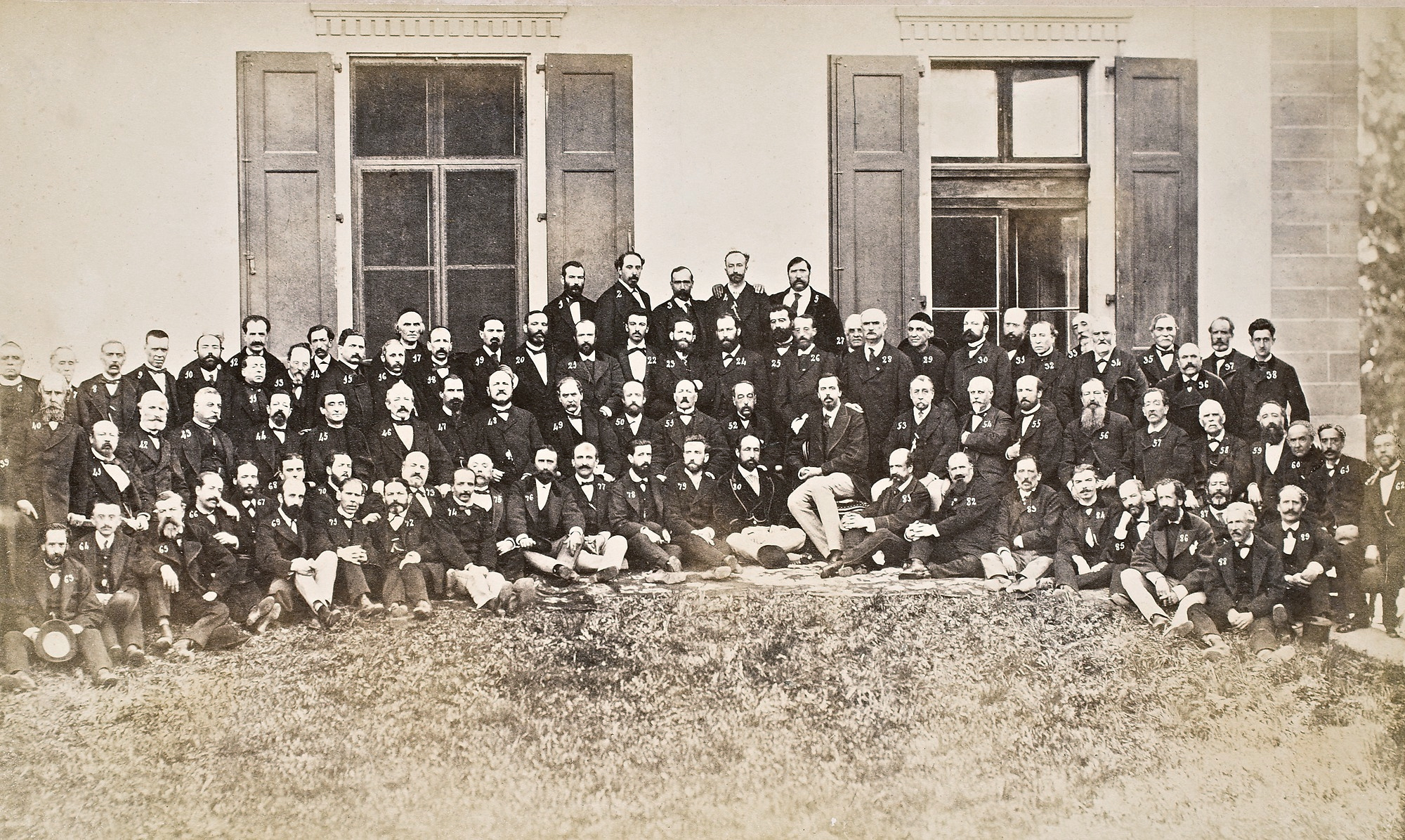
Junta de Vevey (1870). El conde de Canga-Argüelles figura en el número 83.

Estrechamente ligado a Aparisi Guijarro, en marzo de 1870 asistió en Vevey a una Junta carlista convocada por Don Carlos para organizar la Comunión Católico-Monárquica.
Canga-Argüelles publicó numerosos artículos en La Regeneración, tradujo una historia de Lutero y redactó los manifiestos que publicó la Junta Central católico-monárquica, adquiriendo una gran reputación como publicista y orador.
Tras la guerra de 1872-1876, se separó del carlismo y se unió a la Unión Católica de Alejandro Pidal, viendo en ella el único camino práctico para llegar al desenvolvimiento de sus doctrinas político-sociales. Defendería esta agrupación desde las columnas de La España Católica, El Fénix, La Unión y La Unión Católica, siendo cofundador de estos dos últimos diarios.
Desde 1884 desempeñó el cargo de senador vitalicio. Según el diario carlista El Correo Español, en la cámara alta Canga-Argüelles buscaría ocasiones de declamar contra los escándalos públicos y hacía «el oficio de un obispo seglar que de cuando en cuando dirigía sermones a aquel auditorio de escépticos, marrulleros y cadongos», sin lograr que los suyos le hicieran caso.
Falleció en Madrid el 19 de octubre de 1898. Estuvo casado con Joaquina López-Dóriga y Bustamante, natural de Santander, con quien tuvo varios hijos.

## Obras
- España ante la Asamblea Constituyente (1854)
- El Gobierno español en sus relaciones con la Santa Sede (1856)
- Historia de Martin Lutero, su vida, obras y doctrinas (traducción, 1856)
- La Iglesia Católica y la Revolucion (1860)